# シロッコ (駆逐艦)
シロッコ (Scirocco) は、イタリアの駆逐艦。マエストラーレ級。

## 艦歴
1931年9月29日起工。1934年4月22日進水。同年10月21日就役。1937年から1938年にかけてはスペイン内戦に参加し、イタリア人志願兵を乗せた商船を護衛してスペインに向かった。
1940年6月10日、イタリアが第二次世界大戦に参戦すると、姉妹艦のマエストラーレ、グレカーレ、リベッチオとともに第10駆逐隊を編成した。
1942年3月23日、第2次シルテ湾海戦後の帰投途中に荒天のため沈没。生存者は2名。